# ستان ماسترز
ستان ماسترز (بالإنجليزية: Stan Masters)‏ هو رسام أمريكي، ولد في 4 يوليو 1922 في كيركوود في الولايات المتحدة، وتوفي في 13 ديسمبر 2005 في مابلوود في الولايات المتحدة.

## معرض صور

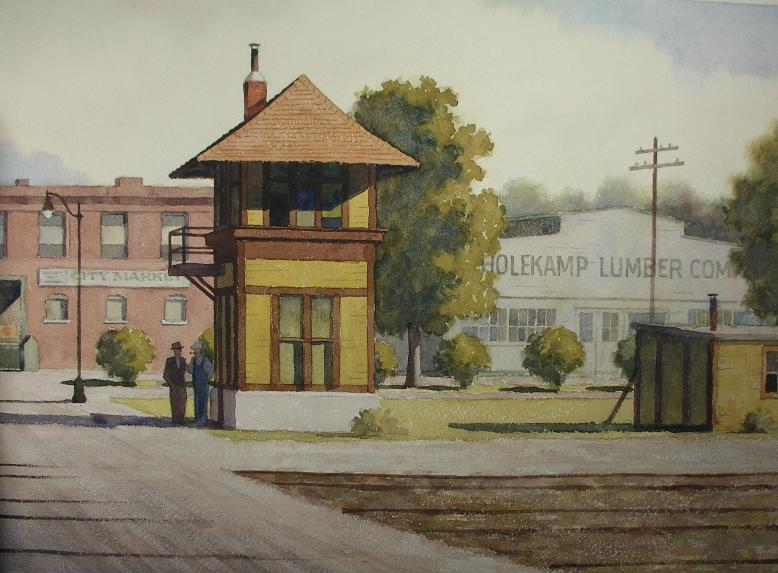
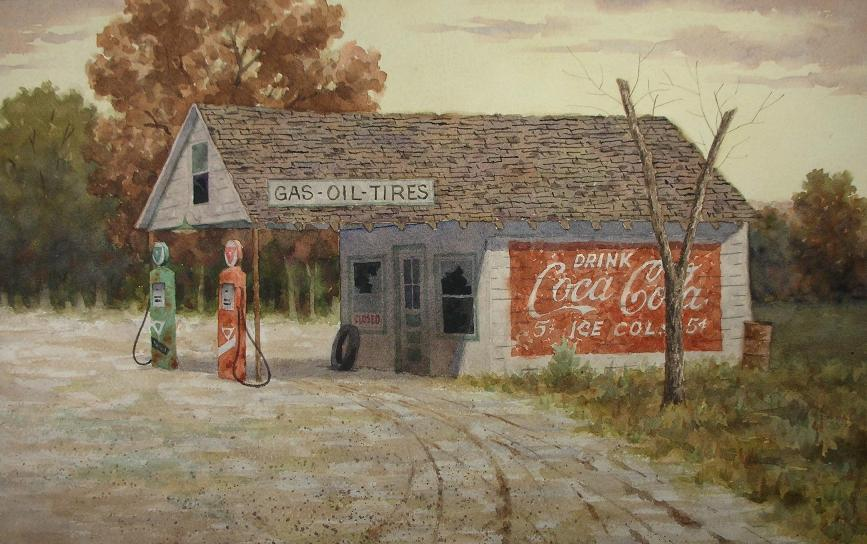
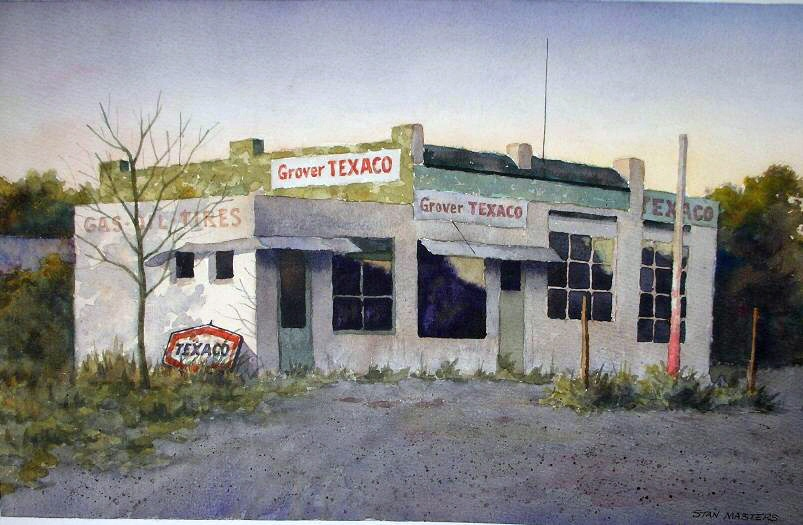
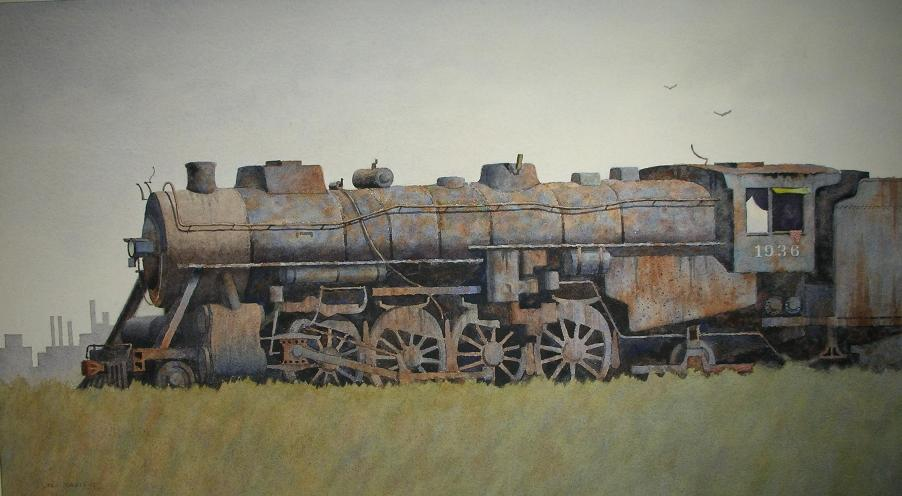